# Korvfabrikören
Korvfabrikören (med tillägget En riktig pangbuskis som inte spar på krutet!) är en svensk buskis-fars från Vallarnas Friluftsteater år 2024, regisserad av Niklas Holtne och Annika Andersson (regi-assistent), med manus av Håkan Klamas och Niklas Holtne.
Korvfabrikören hade premiär den 30 juni 2024, och släpptes på DVD den 8 april 2025. En fristående uppföljare är 2025 års uppsättning Kalabalik i Fabriken.

## Skådespelare
| Claes Malmberg       | – Herr Julius Augustsson, korvfabrikör.                         |
| Mikael Riesebeck     | – Förman Alvin Bergman.                                         |
| Jojje Jönsson        | – Kamrer Putte Lundström.                                       |
| Jeanette Capocci     | – Fröken Berta Karlsson, hushållerska.                          |
| Jessica Heribertsson | – Fru Tuttan Augustsson, hustru till Julius Augustsson.         |
| Pär Nymark           | – Major Håård, fallskärmsjägare, friare till fröken Ditte.      |
| Linnéa Lexfors       | – Fröken Nora Augustsson, äldre dotter till Julius och Tuttan.  |
| Jennie Rosengren     | – Fröken Ditte Augustsson, yngre dotter till Julius och Tuttan. |
| Alexander Korenado   | – Rutger “Blekfisen” Kulvert, korvrecept-spion.                 |